# Steffen Popp

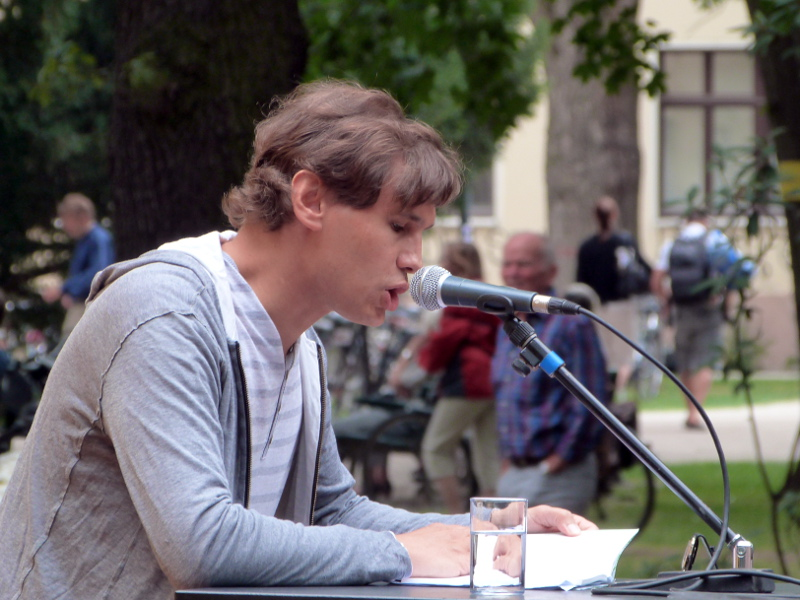
Steffen Popp (2013)

Steffen Popp (* 18. července 1978, Greifswald) je německý spisovatel a básník.

## Životopis
Steffen Popp vyrostl v Drážďanech a navštěvoval zde školu s vědeckým zaměřením. Studoval na Německém literárním institutu v Lipsku, později literaturu a filozofii na Humboldtově univerzitě. Kromě vlastní tvorby překládá básně Christiana Hawkeyho a Bena Lernera. Jeho básně se pravidelně objevují v FAZ.
Steffen Popp žije v Berlíně.

## Ocenění
- 2014: Cena Petera Huchela za dílo Dickicht mit Reden und Augen
- 2011: Kelag-Preis, druhé místo
- 2011: Cena města Münster za evropskou poezii za překladatelské aktivity
- 2011: Leonce-und-Lena-Preis
- 2007: Rauriser Literaturpreis
- 2006: Nominace na Německou knižní cenu[2]
- 2003: nositel ceny Akademie v Grazu

## Publikace
tituly
- Dickicht mit Reden und Augen, básně, kookbooks, Berlin 2013. ISBN 978-3-937445-54-0
- Kolonie Zur Sonne, básně, Idstein 2008. ISBN 978-3-937445-35-9
- Ohrenberg oder der Weg dorthin, román, 2006. ISBN 393744517X
- Wie Alpen, básně, 2004. ISBN 393744503X

překlady
- Ben Lerner: Die Lichtenbergfiguren, básně, Wiesbaden 2011. ISBN 978-3-939557-42-5
- Christian Hawkey: Reisen in Ziegengeschwindigkeit, básně, Idstein 2008. ISBN 978-3-937445-30-4
- Básně Istvána Keményho, ´v: istván kemény: nützliche ruinen, Gutleut Verlag, Frankfurt am Main & Weimar 2007. ISBN 978-3-936826-63-0

jako vydavatel
- Helm aus Phlox. Zur Theorie des schlechtesten Werkzeugs. S Annou Cottenovou, Danielem Falbem, Hendrikem Jacksonem á Monikou Rinckovou, Merve Verlag, Berlín 2011. ISBN 978-3-883962-92-4

v antologiích a časopisech (výběr)
- Zug zu den Quellen, románová výtah, v: BELLA triste č. 23, Hildesheim 2009.
- Thomas Geiger (Hg.), Laute Verse. Gedichte aus der Gegenwart, Mnichov 2009. ISBN 978-3-423-24692-7
- Poesie als Lebensform, esej, v: BELLA triste č. 18, Hildesheim 2007.  Archivováno 7. 1. 2016 na Wayback Machine.
- Jan Wagner a Björn Kuhligk, Lyrik von jetzt, DuMont Literaturverlag, Kolín 2003. ISBN 3-8321-7852-X
- Gespräche mit Eckermann, povídka, v: BELLA triste ř. 6, Hildesheim 2003.
- Abschied vom Ufer, povídka, v: Katja Lange-Müller, Vom Fisch bespuckt, Kiepenheuer& Witsch, Kolín 2002. ISBN 3462030736